# Barbula gracillima
Barbula gracillima är en bladmossart som beskrevs av Brotherus 1925. Barbula gracillima ingår i släktet neonmossor, och familjen Pottiaceae. Inga underarter finns listade i Catalogue of Life.